# Comuna Iarmolînți, Haisîn
Iarmolînți (în ucraineană Ярмолинці) este o comună în raionul Haisîn, regiunea Vinnița, Ucraina, formată din satele Iarmolînți (reședința) și Basalîcivka.

## Demografie
Componența lingvistică a satului Iarmolînți
     Ucraineană (97,7%)
     Rusă (2,14%)
     Alte limbi (0,16%)
Conform recensământului din 2001, majoritatea populației satului Iarmolînți era vorbitoare de ucraineană (97,7%), existând în minoritate și vorbitori de rusă (2,14%).